# Artabotrys kinabaluensis
Artabotrys kinabaluensis este o specie de plante angiosperme din genul Artabotrys, familia Annonaceae, descrisă de Ian Mark Turner. Conform Catalogue of Life specia Artabotrys kinabaluensis nu are subspecii cunoscute.